# Bruce Derlin
Bruce Phillip Derlin (ur. 28 listopada 1961 w Sydney) – nowozelandzki tenisista, reprezentant kraju w Pucharze Davisa, olimpijczyk z Seulu (1988).

## Kariera tenisowa
Zawodowym tenisistą był w latach 1981–1993.
Startując w turniejach rangi ATP World Tour osiągnął jeden finał w konkurencji gry podwójnej.
W latach 1982–1988 reprezentował Nową Zelandię w Pucharze Davisa wygrywając łącznie siedem meczów z piętnastu rozegranych.
Derlin zagrał raz na igrzyskach olimpijskich, w Seulu (1988) w turnieju gry podwójnej wspólnie z Kellym Everndenem. Awansowali do drugiej rundy, w której przegrali w pięciu setach z Australijczykami Darrenem Cahillem i Johnem Fitzgeraldem.
W rankingu gry pojedynczej najwyżej był na 115. miejscu (10 grudnia 1984), a w klasyfikacji gry podwójnej na 83. pozycji (19 maja 1986).

### Finały w turniejach ATP World Tour
| Legenda                                      |
| -------------------------------------------- |
| Wielki Szlem                                 |
| Igrzyska olimpijskie                         |
| Tennis Masters Cup / ATP Finals              |
| ATP Masters Series / ATP Tour Masters 1000   |
| ATP International Series Gold / ATP Tour 500 |
| ATP International Series / ATP Tour 250      |

#### Gra podwójna (0–1)
| Końcowy wynik | Nr | Data         | Turniej   | Nawierzchnia | Partner        | Przeciwnicy                | Wynik finału |
| ------------- | -- | ------------ | --------- | ------------ | -------------- | -------------------------- | ------------ |
| Finalista     | 1. | 26 maja 1985 | Florencja | Ceglana      | Carl Limberger | David Graham Laurie Warder | 1:6, 1:6     |